# Carmen Sofie Nielssen
Carmen Sofie Nielssen (25 marzo 2003) è una sciatrice alpina norvegese.

## Biografia
Attiva in gare FIS dall'ottobre del 2020, la Nielssen ha esordito in Coppa Europa il 29 novembre 2021 a Mayrhofen in slalom gigante, senza completare la gara; alle Universiadi di Lake Placid 2023 ha vinto la medaglia d'argento nel supergigante, terminando alle spalle della tedesca Fabiana Dorigo. Non ha debuttato in Coppa del Mondo e non ha preso parte a rassegne olimpiche o iridate.

## Palmarès

### Universiadi
- 1 medaglia:
  - 1 argento (supergigante a Lake Placid 2023)

### Coppa Europa
- Miglior piazzamento in classifica generale: 201ª nel 2022

### Campionati norvegesi
- 5 medaglie:
  - 1 oro (supergigante nel 2021)
  - 1 argento (supergigante nel 2022)
  - 3 bronzi (slalom speciale nel 2020; slalom speciale nel 2021; discesa libera nel 2022)